# Parco del Moro
Il parco del Moro è un parco locale di interesse sovracomunale (PLIS), riconosciuto nel 2007 (con delibera del Consiglio Provinciale n° 134 del 28/06/2007) e si trova in Lombardia, nel comune di Casalmoro, nella provincia di Mantova.
Lo scopo è quello di tutelare e valorizzare l’ambito fluviale del fiume Chiese, che scorre nel territorio del comune.